# Simon Guillin
 (novembre 2023).
Pour les articles homonymes, voir Guillin.
Ne doit pas être confondu avec Simon Guillain.
Simon Guillin est un présentateur du journal télévisé de la chaîne d'information CNews depuis septembre 2019. Il y présente l'Edition de la nuit.